# قانون (روزنامه چاپ تهران)
روزنامه قانون روزنامهٔ سیاسی، اقتصادی، اجتماعی و فرهنگی صبح ایران است که اولین شمارهٔ آن در ششم آبان ۱۳۹۱ منتشر شد. رسانهٔ قانون دارای مجموعه‌ای از نشریات مکتوب و اینترنتی بود که روزنامه و پایگاه خبری روزنامهٔ قانون، رسانه‌ای خصوصی و منتقد بود.

## توقیف‌ها

### نخستین توقیف
روزنامه قانون در تاریخ ۱۷ اردیبهشت ۹۳ به دلیل چاپ خبر آزادی محمد رویانیان با قرار وثیقه ۱۰۰ میلیارد تومانی
توقیف گردید. نخستین جلسه دادگاه رسیدگی به اتهام‌های روزنامه قانون روز ۵ مرداد ماه ۹۳ در شعبه ۷۶ دادگاه کیفری به ریاست قاضی سیامک مدیر خراسانی برگزار شد. احتمال می‌رفت همزمان با رسیدگی به اتهام‌ها و در خلال برگزاری دادگاه این روزنامه رفع توقیف شود، اما هیئت منصفه مطبوعات استان تهران، مدیر مسوول روزنامه را در عناوین اتهامی نشر اکاذیب به قصد تشویش اذهان عمومی و انتشار مطالب خلاف عفت عمومی مجرم شناخت و مستحق تخفیف در مجازات ندانست.

#### رفع توقیف
این روزنامه در ۱۳ مرداد ۱۳۹۳ رفع توقیف شد. قاضی مدیر خراسانی (قاضی پرونده روزنامه قانون)، جزای نقدی پنج میلیون تومانی برای روزنامه در نظر گرفت.
انتشار مجدد روزنامه قانون پس از رفع توقیف در تاریخ ۱۳ دی ماه ۱۳۹۳ صورت گرفت. روزنامه در دوره جدید انتشارش ۱۶ صفحه تمام رنگی و با ۴ صفحه طنز روی دکه‌های روزنامه فروشی‌های ایران قرار گرفت.

### دومین توقیف
این روزنامه در تاریخ دوشنبه ۳۱ خرداد ۱۳۹۵ بدنبال شکایت سازمان اطلاعات سپاه پاسدران انقلاب اسلامی، از سوی دادستانی برای دومین بار توقیف شد. در نامه توقیف روزنامه قانون آمده‌است که نظر به اعلام جرم سازمان اطلاعات سپاه و معاونت حقوقی و امور مجلس سپاه پاسداران انقلاب اسلامی علیه روزنامه قانون دایر بر افترا و نشر اکاذیب به قصد تشویش اذهان عمومی، روزنامه قانون توقیف است.
این روزنامه در شماره روز ۳۰ خرداد ۱۳۹۵ خود، کاریکاتوری علیه حامیان دولت و منتقدان دولت منتشر کرده بود. در این کاریکاتور، منتقدان دولت در داخل کاسه توالت فرنگی قرار داشته و در حال گفتگو با هم هستند و یکی از منتقدان می‌گوید، "خب دوستان . . . اگه با توطئه جدید علیه دولت موافقین، اعلام کنین تا سیفون رو بکشم!"
این روزنامه دو روز پیش از توقیف، در گزارشی تحت عنوان «۲۴ ساعت لعنتی، گزارشی از مشاهدات عینی بازداشتیِ یک روزه در ندامتگاه بزرگ تهران» به بررسی وضعیت بغرنج و نابهنجار ندامتگاه بزرگ تهران پرداخته بود و به همین خاطر مدیر مسئولش تحت پیگرد دادستانی قرار گرفت و روزنامه توقیف شد.

### سومین توقیف
این روزنامه در تاریخ سه شنبه ۷ اسفند ۱۳۹۷ با دستور مستقیم دادستانی توقیف شد. دلیل توقیف این روزنامه چاپ خبری با عنوان مهمان ناخوانده بود که به حضور سرزدهٔ بشار اسد در ایران مربوط بود.

ضمیمه طنز بی قانون:
روزنامه قانون در هر روز یک ضمیمه طنز 4 صفحه‌ای نیز منتشر می‌کرد که سردبیر آن مسعود مرعشی بود و عده‌ای از طنزنویسان و کاریکاتوریست‌های ایرانی در آن قلم می‌زدند. کسانی مثل آیدین سیارسریع، فریور خراباتی، مهرداد نعیمی، پدرام ابراهیمی، احسان ابراهیمی، مریم آقایی، مونا زارع، مهرشاد مرتضوی، افسانه جهرمیان، مرتضی قدیمی، احسان گنجی، نادر رحمانی.